# Austern (Tschechow)

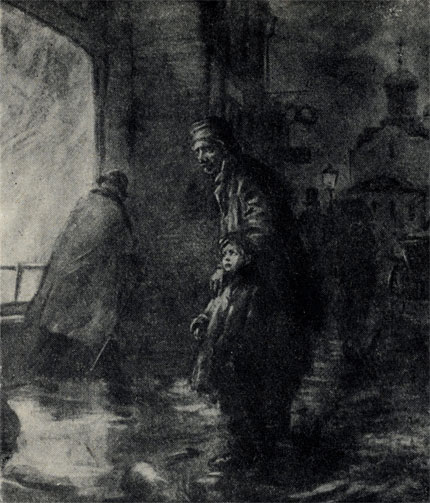
Illustration zu Austern
von Alexander Apsit aus dem Jahr 1903

Austern (russisch Устрицы, Ustrizy), auch Die Austern, ist eine Kurzgeschichte des russischen Schriftstellers Anton Tschechow, die am 6. Dezember 1884 in dem satirischen Wochenblatt Budilnik erschien. Wiktor Golzew und Iwan Bunin haben diese Gesellschaftskritik gelobt. Zu Lebzeiten des Autors wurde die kleine Geschichte ins Bulgarische, Ungarische, Deutsche, Polnische, Rumänische, Serbokroatische, Slowakische, Finnische, Tschechische und Schwedische übertragen.
Der Erzähler erinnert sich seiner Kindheit – an den Tag, als sein Vater zum ersten Mal in Moskau vor einem Restaurant bettelte. Der Erzähler, damals acht Jahre alt, hatte eine Krankheit: Hunger. 
Er buchstabiert die Werbung: Austern. Der Vater erklärt auf Befragen die unbekannte Speise. Hungrig steigert sich der Junge in den Ausruf: „Gebt mir Austern!“ Zwei Herren im Zylinder lachen ungläubig. Als der Junge auf seinem Wunsche beharrt, nehmen die beiden Passanten den Jungen und seinen Vater mit in die Gaststätte und spendieren dem Kleinen für zehn Rubel einen Teller Austern.
Der Vater, der an dem Tag nichts gegessen hat, bedauert später zu Hause, dass er die beiden Herren nicht um ein klein wenig Geld gebeten hat. Sein Sohn kann vor Durst lange nicht einschlafen und wird den Austerngeschmack in seinem brennenden Munde nicht los. 